# Сабріна Бухгольц
Сабріна Бухгольц (нім. Sabrina Buchholz; 5 березня 1980, Шмалькальден, Тюрингія, Німеччина) — німецька біатлоністка, чемпіонка світу з біатлону 2008 року в змішаній естафеті, чемпіонка Європи, переможниця етапів кубка світу з біатлону. У 2012 році вирішила завершити свою біатлонну кар'єру.

## Виступи на чемпіонатах світу
| Рік  | Місце проведення | Інд | Спр | Пр | МС | Ест | ЗМ |
| 2008 | Естерсунд        |     |     |    | 26 |     | 1  |
| 2011 | Ханти-Мансійськ  | 20  |     |    |    |     |    |

## Кар'єра в Кубку світу
На юніорському Чемпіонаті світу 2000 року в Гохфільцені Бухгольц виграла спринт, гонку-переслідування і естафету, ставши триразовою чемпіонкою світу серед юніорок. Вона поступилася золотом лише в індивідуальній гонці, зайнявши в ній друге місце. У сезоні 2000/01 років біатлоністка дебютувала на етапі Кубка світу, відразу ж ставши дев'ятою в спринті. 
Найкращим в кар'єрі став сезон 2007-2008  років, який приніс їй не тільки чемпіонське звання, а й 18 місце в загальному заліку Кубка світу, що стало її найкращим результатом. Наступні сезони не були такими вдалими, лише в сезоні 2010-2011 їй вдалося потрапити до 30 найкращих за підсумками сезону. 
У 2012 році вона оголосила про відхід з біатлону, назвавши як причину брак мотивації. В майбутньому Сабріна планує працювати викладачем фізкультури в Академії поліції ФРН.
- Дебют в кубку світу — 1 грудня 2000 року в спринті в Гохфільцені — 9 місце.
- Перше попадання в залікову зону — 1 грудня 2000 року в спринті в Гохфільцені — 9 місце.
- Перше попадання на розширений подіум — 9 січня 2005 року в  гонці переслідування в Обергофі — 7 місце.
- Перший  подіум — 16 грудня 2007 року в естафеті в Поклюці — 1 місце.
- Перша перемога — 16 грудня 2007 року в естафеті в Поклюці — 1 місце.

## Загальний залік в Кубку світу
- 2000-2001 — 60-е місце (28 очок)
- 2001-2002 — 96-е місце (55 очок)
- 2003-2004 — 46-е місце (53 очки)
- 2004-2005 — 44-е місце (74 очки)
- 2006-2007 — 38-е місце (100 очок)
- 2007-2008 — 18-е місце (331 очко)
- 2008-2009 — 73-е місце (39 очок)
- 2009-2010 — 71-е місце (30 очок)
- 2010-2011 — 30-е місце (265 очок)
- 2011-2012 — 67-е місце (30 очок)

## Статистика стрільби
| № п/п | Сезон     | Загальна        | Індивідуальна гонка | Спринт        | Гонка переслідування | Мас-старт      | Естафета      |
| ----- | --------- | --------------- | ------------------- | ------------- | -------------------- | -------------- | ------------- |
| 1     | 2005-2006 | 70,0% (21/30)   | 70,0% (14/20)       | 70,0% (7/10)  | 0,0% (0/0)           | 0,0% (0/0)     | 0,0% (0/0)    |
| 2     | 2006-2007 | 79,5% (167/210) | 87,5% (35/40)       | 82,0% (41/50) | 75,0% (60/80)        | 77,5% (31/40)  | 0,0% (0/0)    |
| 3     | 2007-2008 | 83,7% (314/375) | 82,5% (33/40)       | 88,9% (80/90) | 84,2% (101/120)      | 80,0% (80/100) | 80,0% (20/25) |
| 4     | 2008-2009 | 72,0% (67/93)   | 75,0% (15/20)       | 67,5% (27/40) | 80,0% (16/20)        | 0,0% (0/0)     | 69,2% (9/13)  |
| 5     | 2009-2010 | 85,0% (17/20)   | 0,0% (0/0)          | 85,0% (17/20) | 0,0% (0/0)           | 0,0% (0/0)     | 0,0% (0/0)    |
| 6     | 2010-2011 | 82,4%(277/336)  | 88,3% (53/60)       | 83,3% (75/90) | 78,3% (94/120)       | 92,5% (37/40)  | 69,2% (18/26) |
| 7     | 2011-2012 | 75,6%(93/123)   | 82,5% (33/40)       | 66,0% (33/50) | 85,0% (17/20)        | 0,0% (0/0)     | 76,9% (10/13) |